# Eriksmyst
Eriksmyst is een plaats in de gemeente Härryda in het landschap Västergötland en de provincie Västra Götalands län in Zweden. De plaats heeft 153 inwoners (2005) en een oppervlakte van 19 hectare. Eriksmyst ligt aan het meer Gingsjön en wordt voor de rest voornamelijk omringd door bos en wat moerasachtig gebied. De stad Göteborg ligt zo'n dertig kilometer ten westen van het dorp.

## Verkeer en vervoer
Bij de plaats loopt de Länsväg 156.